# The Old Way
Pour plus de détails, voir Fiche technique et Distribution.
The Old Way est un film américain réalisé par Brett Donowho et sorti en 2023.

## Synopsis
Colton Briggs s'est retiré de ses activités criminelles. Il tient désormais une épicerie et mène une vie paisible avec sa famille. Mais l'ancien bandit va se retrouver confronté à son passé. Le fils d'un homme qu'il a jadis assassiné veut se venger. L'homme et sa bande tuent la femme de Colton. Ce dernier va alors reprendre les armes.

## Fiche technique
Sauf indication contraire, les informations mentionnées dans cette section peuvent être confirmées par la base de données cinématographiques IMDb,  présente dans la section « Liens externes ».
- Titre original : The Old Way
- Réalisation : Brett Donowho
- Scénario : Carl W. Lucas
- Musique : Andrew Morgan Smith
- Décors : Tessla Hastings
- Costumes : Vicki Hales
- Photographie : Sion Michel
- Montage : Frederick Wardell
- Production : Brett Donowho, Micah Haley, Robert Paschall Jr., R. Bryan Wright et Sasha Yelaun

Producteurs délégués : Joshua Bunting, Colin Floom, David Haring, Carl W. Lucas, Christian Mercuri, Mehrdad Moayedi et Fred Roos
- Sociétés de production : Capstone Pictures, Intercut Capital, Skipstone Pictures, EchoWolf Productions et Saturn Films ; an association avec Tri-Fold Pictures
- Sociétés de distribution : ACE Entertainment (France), Saban Films (États-Unis)
- Budget : n/a
- Pays de production :  États-Unis
- Langue originale : anglais
- Format : couleur
- Genre : western, drame
- Durée : 95 min
- Dates de sortie[1] :
  - États-Unis : 6 janvier 2023
  - France : 13 avril 2023 (VOD)
- Classification[2] :
  - États-Unis : R

## Distribution
- Nicolas Cage (VF : Antoine Tomé) : Colton Briggs
- Ryan Kiera Armstrong : Brooke Briggs
- Shiloh Fernandez : Boots
- Noah Le Gros : James McCallister
  - Everett Blunck : James jeune
- Nick Searcy : le marshal Jarret
- Abraham Benrubi (VF : Jean-Pierre Leblan) : Big Mike
- Clint Howard (VF : Stéphane Cornicard) : Eustice
- Dean Armstrong (en) (VF : Yann Pichon) : Clark
- Corby Griesenbeck (VF : Christophe Hespel) : Walter McCallister
- Kerry Knuppe : Ruth Briggs
- Adam Lazarre-White : Greg
- Craig Branham : Arnie
- Beau Linnell : Mark

## Production
Le tournage a lieu au Montana fin 2021. En octobre 2021, certains membres de l'équipe se plaignent de l'accessoiriste et armurière assistante Hannah Gutierrez-Reed. Celle-ci est notamment impliquée dans un incident où elle a déchargé une arme sans prévenir ce qui a considérablement agacé Nicolas Cage qui l'a juge inexpérimentée et dangereuse,. Hannah Gutierrez-Reed est ensuite engagée sur la production d'un autre western, Rust, sur lequel aura lieu l'accident de tir à Santa Fe provoquant la mort de Halyna Hutchins.

## Sortie
En janvier 2022, Saban Films acquiert les droits de distribution pour les États-Unis.